# Site de Batujaya

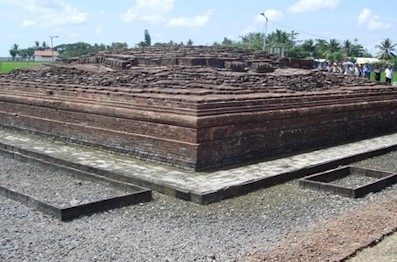
Le Candi Jiwa

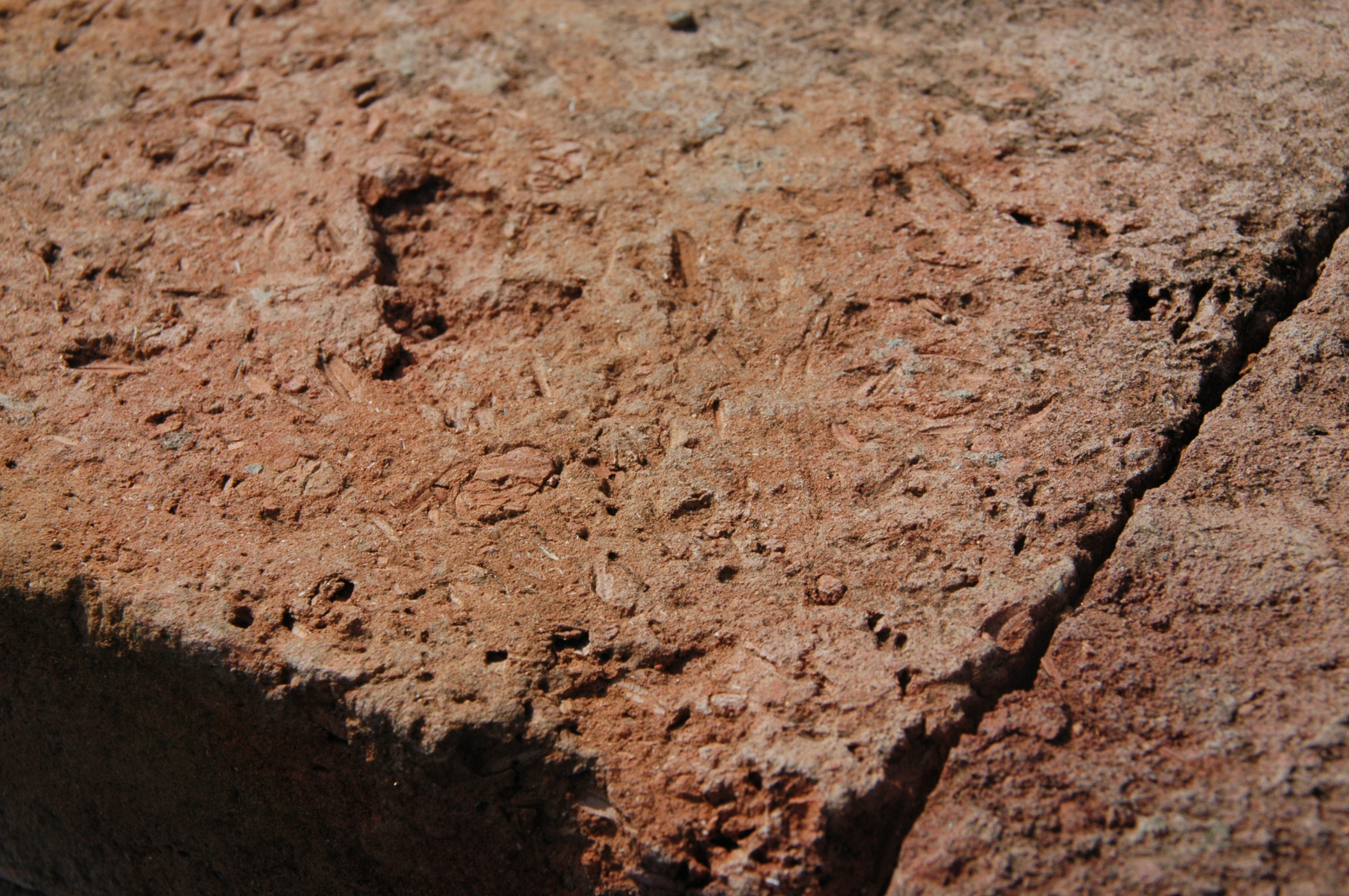
Les structures de Batujaya étaient construites avec des briques contenant de la balle de riz.

Le site de Batujaya, situé à l'est de Jakarta, la capitale de l'Indonésie, dans le kabupaten de Karawang dans la province de Java occidental, a été examiné pour la première fois par des experts en 1984.

## Archéologie
Le site s'étend sur une zone de 5 km2. Il a révélé quelque 20 structures enfouies dans des tumuli que les habitants de la région appellent unur. 
L'importance de ce site tient entre autres au fait que, bien que la région soit le siège du plus ancien royaume hindou-bouddhique connu à ce jour en Indonésie, Tarumanagara, l'ouest de Java ne possède pas beaucoup de vestiges archéologiques de cette période. À ce jour, cinq sites seulement ont été découverts dans la province : le temple de Cangkuang dans la région de Garut, le Candi Ronggeng et le Candi Pananjung dans la région de Ciamis, et les sites de Batujaya et Cibuaya à Karawang. 
Batujaya est le plus important des cinq. Des recherches préliminaires montrent que le site daterait du Ve ou VIe siècles, sur la base d'inscriptions sur des tablettes votives présentant des images du Bouddha et trouvées sur le site. Un autre élément indiquant le caractère bouddhique du site est le plan de deux des structures, baptisées Candi Jiwa et Candi Asem (du mot indonésien candi utilisé pour désigner les constructions religieuses de la période hindou-bouddhique), qui montre qu'il s'agissait de stupas. 
Cette découverte est importante en raison notamment du fait que jusqu'ici, on pensait que la religion d'État de Tarumanagara était l'hindouisme.

## Anthropologie
Sur le site, on a également découvert en 2004 des tombes contenant des squelettes humains de type mongoloïde que l'on a pu associer à la culture Buni, du nom d'un site situé non loin de Batujaya.